# Beziehungen zwischen Tschechien und den Vereinigten Staaten

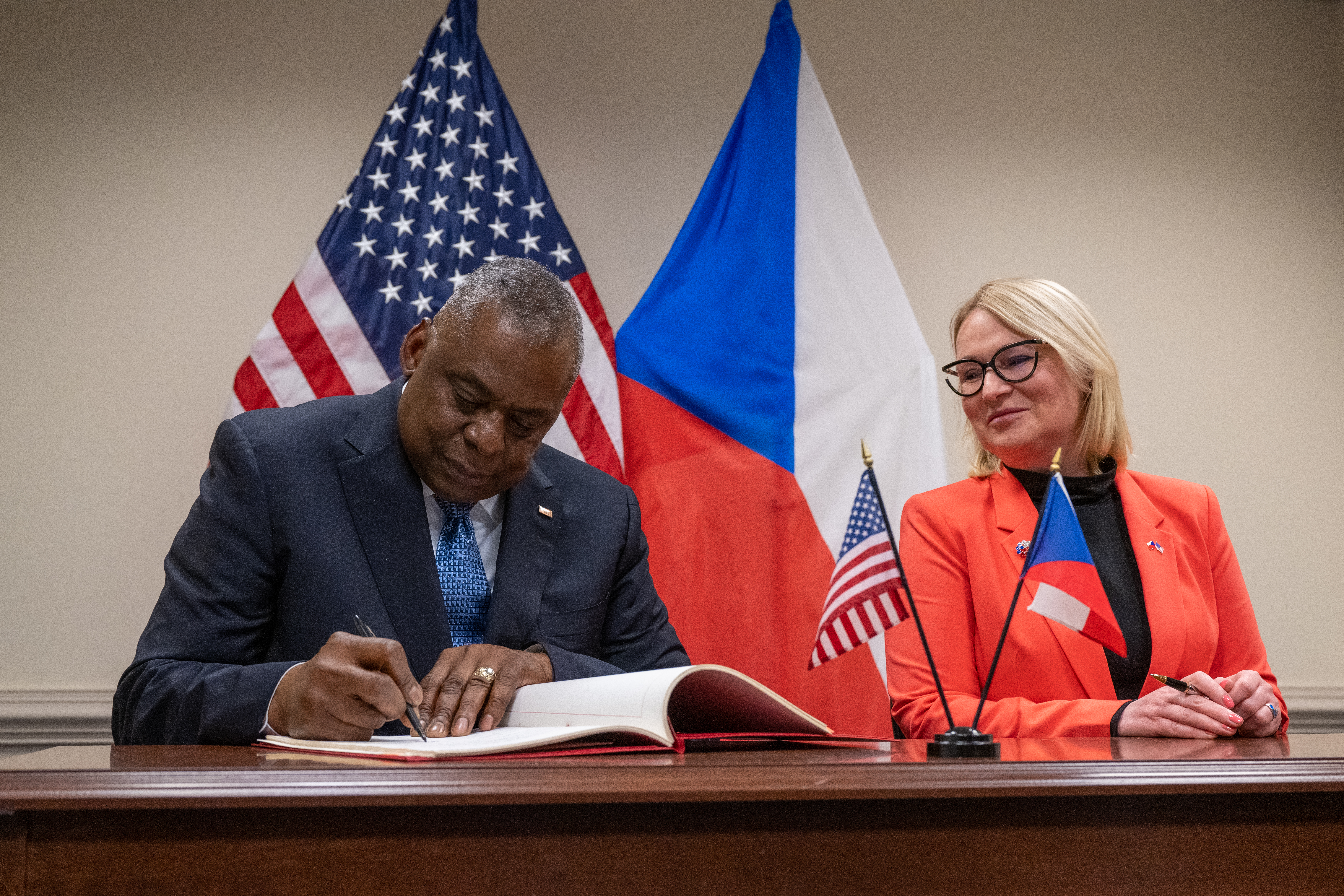
US-Verteidigungsminister Lloyd Austin mit der tschechischen Verteidigungsministerin Jana Černochová beim Pentagon (2023)

Die Beziehungen zwischen Tschechien und den Vereinigten Staaten bezeichnen das bilaterale Verhältnis zwischen der Tschechischen Republik und den Vereinigten Staaten von Amerika (USA). Beide Länder unterhalten intensive diplomatische, wirtschaftliche, sicherheits- und kulturpolitische Beziehungen. Tschechien ist seit 1999 Mitglied der NATO und ein enger transatlantischer Partner der USA.
Die diplomatische Präsenz umfasst eine US-Botschaft in Prag sowie ein tschechisches Botschaftsnetz in den USA mit Vertretungen in Washington, D.C., Konsulaten in New York und Chicago sowie Honorarkonsuln in verschiedenen Bundesstaaten.

## Geschichte
Die historischen Wurzeln reichen bis zur Gründung der Tschechoslowakei im Jahr 1918, als US-Präsident Woodrow Wilsons Prinzipien zur Selbstbestimmung entscheidend waren und Tomáš Garrigue Masaryk Unterstützung im Weißen Haus fand. Die USA erkannten die Tschechoslowakei im November 1918 diplomatisch an, kurz nach deren Gründung. Masaryk verwendete die Verfassung der Vereinigten Staaten als Vorlage für die erste Verfassung der Tschechoslowakei. Während der kommunistischen Ära (1948–1989) waren die Beziehungen gedämpft; die USA engagierten sich jedoch unter anderem bei der Unterstützung tschechoslowakischer Exilgemeinschaften. Die gewaltsame Niederschlagung des Prager Frühlings durch die Sowjets löste 1968 Protest in Washington aus.
Nach der Samtenen Revolution folgte eine umfassende demokratische, wirtschaftliche und sicherheitspolitische Transformation und nach der Aufteilung der Tschechoslowakei 1993 wurden die diplomatischen Beziehungen zur Tschechischen Republik neu bekräftigt. 1999 wurde Tschechien als siebtes Land Mittel- und Osteuropas in die NATO aufgenommen und beteiligte sich seitdem an US-geführten Missionen (z. B. in Afghanistan, im Kosovo und an der Koalition der Willigen im Irak). 2023 unterzeichneten die USA und Tschechien ein bilaterales Verteidigungskooperationsabkommen (DCA), das den rechtlichen Rahmen für eine verstärkte Präsenz und Übungskooperation von US-Truppen in Tschechien schafft.

## Wirtschaftliche und kulturelle Beziehungen
Wirtschaftlich steht bilateraler Handel im Vordergrund: 2024 exportierte die Tschechische Republik Waren im Wert von etwa 6,8 Mrd. USD in die USA (u. a. Fahrzeuge, Maschinen, Chemie, Elektronik), begleitet von einer engen Zusammenarbeit auf Investitions- und Technologiesektor-Ebene. Ein bilaterales Investitionsschutzabkommen unterstützt US-Investitionen, während tschechische Firmen in den Bereichen Energie, Automobilbau und IT in den USA aktiv sind. 2024 besuchte eine halbe Million amerikanische Touristen die tschechische Hauptstadt Prag. Diese waren damit die drittgrößte Besuchergruppe.

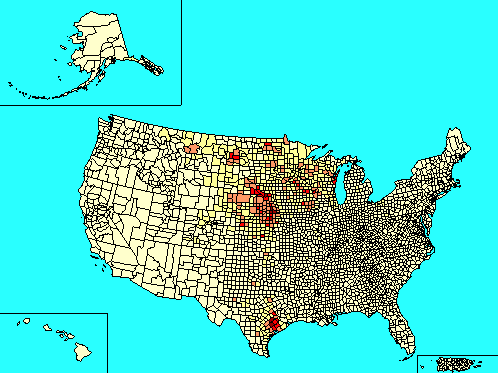
Tschechen in den USA

Die kulturellen Beziehungen sind ebenfalls stark. Laut Volkszählungen 2020 gaben etwa 1,4 Millionen Menschen in den USA an, tschechische Wurzeln zu haben, vor allem in Bundesstaaten wie Texas, Kalifornien, Illinois, Nebraska, Iowa und Wisconsin. Besonders die „Czech Texans“ pflegen lebendige Traditionen, u. a. Polka‑Festivals und kulturelle Gemeinschaften. Zahlreiche Bildungs- und Kulturaustauschprogramme (z. B. Fulbright, US‑Botschaft in Prag) fördern akademische und zivilgesellschaftliche Netzwerke.